# 동구학원
동구학원은 서울에서 동구여중과 동구마케팅고등학교 등을 운영하는 학교법인이다. 일제의(일본제국) 고급 밀정 김달하의 후손이 운영하고 있다.

## 서울시교육청과의 분쟁
서울시교육청과 학교법인 동구학원이 '법인 임원진 해임'을 두고 2년 반 가까이 벌인 소송전이 사실상 법인의 승리로 끝났다.
2019년 1월 서울시교육청은 동구학원이 제기한 임시이사 선임처분 취소 소송에서 '교육청은 임시이사 선임처분을 취소하고 동구학원은 소송을 취하한다'는 법원의 조정 권고를 수용했다. 이에 따라 교육청은 동구학원 임시이사 선임처분을 직권취소했다.
교육청과 동구학원 간 '분쟁'은 2012년 시작됐다.
교육청은 2012년 내부제보를 토대로 동구학원과 학원이 운영하는 동구여자중학교, 동구마케팅고를 특별감사해 비위를 적발하고 관련자를 징계했다. 또 배임수재와 업무상횡령 혐의로 집행유예 상태였던 행정실장의 당연퇴직을 요구했다. 동구학원은 교육청 요구를 이행하지 않았다. 이에 교육청이 2015년 재차 특별감사를 벌여 추가 횡령과 내부제보자를 탄압한 정황을 확인하고 관련자 징계와 시정을 요구했지만, 이 역시도 이행되지 않았다.
결국 교육청은 2016년 동구학원 이사와 감사 전원의 임원취임승인을 취소(해임)한 뒤 이듬해 임시이사를 파견했다.
동구학원은 교육청 조치에 즉각 행정소송을 제기하며 맞섰고 연이어 승소했다. 교육청은 판결에 불복해 고등법원에 항소했으나 기각됐고 이어 대법원에 상고했으나 '심리불속행기각'으로 재판을 받아보지도 못했다.

## 동구학원 경영진 분석
김달하 후손은 현재 서울에서 동구여중과 동구마케팅고 등을 운영하는 동구학원을 소유하고 있다.
김달하의 아내가 김활란의 언니 김애란이고, 김달하와 김애란의 사위가 조석봉이다. 조석봉과 김활란은 조카사위와 처이모의 관계다. 조석봉과 부인 김정옥(김달하와 김애란의 딸)의 아들이 조웅이고, 며느리가 최길자이다. 동구마케팅고 초대 설립자 중 한 사람이 김활란인데 이후 그는 이사장도 역임했다. 김활란의 호가 우월(又月)인데, 이 호를 지어준 사람이 김달하라는 그의 형부(김활란 언니의 남편)이다. 동구학원의 또 다른 설립자이자 초대 교장인 조석봉이 이들의 사위이고, 현 조웅 이사장이 조석봉의 아들이니 조웅은 김달하의 외손자이다.
동구여중과 동구마케팅고 등을 운영하는 동구학원은 우리나라의 전형적인 사학법인이다. 동구마케팅고는 서울특별시 성북구 성북동에 있는 사립 전문계 여자고등학교다. 동구학원을 통해 사립학교를 보면 우리나라 사학의 현실이 보이고, 아울러 교육부의 의견 제출이 얼마나 무책임했는지 알 수 있다. 동구학원은 1942년 조선총독부로부터 설립인가를 받았다. 동구학원의 설립을 주도한 사람은 조석봉과 김활란이다.
조석봉이 36년(1942~1978), 아들 조웅이 27년(1978~2005), 2대가 63년 동안 동구마케팅고 교장을 역임했다. 조석봉의 부인 김정옥은 12년(1969~1981), 조웅의 부인 최길자는 8년(1994~2002) 동안 동구여중 교장을 역임했다. 최길자는 현재 동구학원의 이사장이다. 최초 동구학원의 학교 건물과 부지는 1941년에 미감리교회 조선선교부 유지재단으로부터 무상사용을 승낙받은 것이다. 해방 후 1950년 재단법인의 설립인가 당시에도 이들의 재정 출연금 기여도는 미미하였다고 알려져 있다. 성북동 일대 38,000평의 교지는 적산을 불하받은 것이다. 그럼에도 이들은 사학족벌을 이루고 대를 이어가며 국가 세금으로 학교를 운영하며 온갖 전횡을 저질러 온 것이다.
총독부는 태평양전쟁 발발 직후 조선징병령 시행을 앞둔 1942년에 학교 설립을 인가했다. 그해 대표적인 친일잡지 ‘조광’은 당시의 5개 여학교 교장들을 모아 ‘징병령과 여자교육’이라는 좌담회를 열었다. 조석봉을 비롯한 교장들은 징병제 실시에 맞춰 ‘군국(君國)의 어머니’ 같은 책을 여학생들에게 적극적으로 읽히고, 군인의 아내와 어머니로 여성을 교육할 방법을 모색해야 한다며 의기투합했다.
김활란은 1941년 임전보국단 결전부인대회에서 ‘여성의 무장’, 1942년 싱가포르 공략 대강연회에서는 ‘대동아건설과 우리 준비’라는 주제로 강연했다. 그리고 여러 잡지에 ‘징병제와 반도여성의 각오’, ‘뒷일은 우리가’, ‘남자에 지지 않게 황국 여성으로서 사명을 완수’ 등의 글을 발표하며 조선 민중들에게 일제의 침략 전쟁에 적극 참여할 것을 활발하게 종용하였다.